# Anastácio I de Jerusalém
Anastácio I de Jerusalém foi o patriarca de Jerusalém entre 458 e 478 d.C. Durante o seu patriarcado, ele conduziu, em 473, o funeral de Santo Eutímio, um monge do mosteiro de São Teoctisto na Palestina. Anastácio esperou o dia todo para que os monges e a população de Jerusalém pudessem se despedir do santo antes de terminar o funeral.
Sabe-se que quando Basilisco se revoltou contra o imperador bizantino Zenão, este requisitou que todos os bispos assinassem reafirmações sobre as resoluções do Concílio de Calcedônia. Porém, instado por monges em sua diocese, Anastácio se recusou a fazê-lo, o que pode ser um indício de que ele seria um monofisista.